# Departamento de Rivadavia (kommun i San Juan)
Departamento de Rivadavia är en kommun i Argentina.   Den ligger i provinsen San Juan, i den centrala delen av landet, 1 000 km väster om huvudstaden Buenos Aires. Antalet invånare är 76 150. Arean är 157 kvadratkilometer.
Terrängen i Departamento de Rivadavia är varierad.
Omgivningarna runt Departamento de Rivadavia är i huvudsak ett öppet busklandskap. Runt Departamento de Rivadavia är det ganska tätbefolkat, med 86 invånare per kvadratkilometer.